# 池辺和弘
池辺 和弘（いけべ かずひろ、1958年2月17日 - ）は、日本の実業家。

## 人物
大分県出身。大分県立大分舞鶴高等学校卒業。1981年に東京大学法学部卒業後、九州電力入社。
同社発電本部部長、経営企画本部部長、執行役員、常務を経て、2018年社長。2020年には、三大都市圏以外の電力会社の人物として初となる電気事業連合会会長に就任した。
2025年、九州電力会長に就任。同年、九州経済連合会会長に就任。